# Meksyk na Letnich Igrzyskach Olimpijskich 1976
Meksyk na Letnich Igrzyskach Olimpijskich 1976 w Montrealu reprezentowało 97 zawodników: 92 mężczyzn i 5 kobiet. Był to 13. start reprezentacji Meksyku na letnich igrzyskach olimpijskich.
Najmłodszym meksykańskim zawodnikiem na tych igrzyskach była 16-letnia gimnastyczka, Teresa Díaz, natomiast najstarszym 51-letni jeździec, Fernando Hernández. Chorążym reprezentacji podczas ceremonii otwarcia była Teresa Díaz.

## Zdobyte medale
| Medal   | Zawodnik        | Dyscyplina      | Konkurencja   | Data     |
| ------- | --------------- | --------------- | ------------- | -------- |
| · Złoto | Daniel Bautista | · Lekkoatletyka | Chód na 20 km | 23 lipca |
| · Brąz  | Juan Paredes    | · Boks          | Waga piórkowa | 31 lipca |